# Der Dschungel ruft
Der Dschungel ruft ist ein deutscher Abenteuerfilm von und mit Harry Piel aus dem Jahre 1936.

## Handlung
Die reiche Amerikanerin Dina Morris segelt mit ihren New Yorker Freunden auf einer Jacht durch den Indischen Ozean. Als das Schiff in Küstennähe einen Maschinenschaden erleidet, beschließt man, an Land zu gehen. Ein undurchdringlich erscheinender Dschungel zieht sich bis in unmittelbare Strandnähe hin. Dort schlagen die Gestrandeten ein Zeltlager auf. Der Dschungel ist nicht unbewohnt, der Schmetterlingssammler Prof. Helmer und seine Tochter Rose leben hier ebenso wie der Farmer Bobby Roeder, der sich mit seinen Wildtieren ein ganz persönliches Urwaldparadies geschaffen hat. Zum Roeder-Inventar zählen der Elefant Bhutan, der Bobby mit seiner Herde bei Rodungsarbeiten hilft, der Affe Puck, der sich im Haushalt nützlich macht, und der Tiger Byla, ein Flaschenkind Bobbys, mit dem er sich, wenn ihm einmal langweilig ist, ordentlich rauft.
Bei einem Erkundungstrip in den Dschungel lernt Dina Bobby kennen, und die beiden finden rasch Gefallen aneinander. Lediglich ein selbsternannter Großwildjäger stört Harmonie und Frieden im Urwald. Ausgerechnet an dem den Eingeborenen heiligen „Fest des heiligen Stiers“ erlegt der Engländer William Edwards, Mitglied einer Reise- und Jagdgesellschaft, ein Schmuckstück von einem weißen Stier. Das gibt natürlich schnell böses Blut. Denn die Einheimischen glauben, Bobby habe das Tier erlegt. Er soll dafür büßen und sterben. In letzter Sekunde kann er seinen aufgebrachten Häschern entkommen. Als er im Zeltlager auf Edwards trifft, will Bobby sich ihn vorknöpfen, doch Dina geht schlichtend dazwischen.
Edwards hat nichts Besseres im Sinn, als wieder auf die Jagd zu gehen. Diesmal hat er es auf ein Prachtexemplar von Königstiger abgesehen. Dabei handelt es sich jedoch um Bobbys Hauskatze Byla, vor die sich Freundin Rose schützend stellt. Edwards drückt dennoch ab und trifft Rose in den Oberarm. In ihrem Dschungelfrieden von den menschlichen Eindringlingen gestört, machen sich die Urwaldtiere unter der Führung von Bhutan in Richtung Zeltlager auf, um die Menschen von dort zu vertreiben. Die schiffbrüchige Reisegesellschaft kann auf ihr Schiff entkommen, das Zeltlager wird zertrampelt und dem Erdboden gleichgemacht. Bobby reitet auf Bhutan in den Dschungel zurück, um nach Rose zu sehen. Beide wissen jetzt, dass sie zusammengehören. Die reparierte Jacht verschwindet mit der Reisegesellschaft am Horizont.

## Produktionsnotizen
Der Dschungel ruft wurde von Ende August bis Ende September 1935 gedreht.  Die Dreharbeiten entstanden in den Jofa-Ateliers in Berlin-Johannisthal, die Außenaufnahmen in Binz auf Rügen und Umgebung.
Georg Mühlen-Schulte schrieb das Drehbuch nach seinem eigenen, 1930 veröffentlichten Roman „Die Buschhexe“.
Die Filmbauten stammen von Karl Vollbrecht, Erich Grave und Artur Günther. Die Uraufführung erfolgte am 16. Januar 1936 im Berliner UFA-Palast am Zoo. In Österreich lief der Film, der die Prädikate „künstlerisch wertvoll“ und „volksbildend“ erhielt, am 7. Februar 1936 unter dem Titel „Dschungel“ an.

## Zeitgenössische Filmankündigungen
Der Berliner Lokal-Anzeiger warb für den Film mit den Worten: „Sehen Sie sich Bobby Roeder an, den Mann, der Arm in Arm mit einem Tiger sein Mittagsschläfchen hält.“
In einer Vorstellung des Streifens in der Österreichischen Film-Zeitung heißt es: „Harry Piel hat viele interessante und spannende Tieraufnahmen in die Handlung zu verflechten gewußt: man sieht Elefanten, Büffel, Tiger, Affen, Papageien, Flamingos und andere Bewohner der Wildnis.“

## Kritik
Das Lexikon des internationalen Films schreibt: „Auch in seinem 101. Film vergibt Harry Piel die Hauptrollen seiner Abenteuerfabel an die Tiere: an einen indischen Elefanten, einen Schimpansen, einen Kakadu und eine ihn liebkosende Tigerkatze.“
Der Evangelische Film-Beobachter zog – 27 Jahre nach der Uraufführung – folgendes Fazit: „Ein erfreuliches Wiedersehen mit dem Helden zahlreicher, auf jugendliche Romantik eingestellter Abenteuerfilme der 30er Jahre. Ab 14 Jahren empfehlenswert.“